# Орон
Орон (фр. Aurons) насеље је и општина у Француској у региону Прованса-Алпи-Азурна обала, у департману Ушће Роне која припада префектури Екс ан Прованс.
По подацима из 2011. године у општини је живело 532 становника, а густина насељености је износила 41,5 становника/km². Општина се простире на површини од 12,82 km². Налази се на средњој надморској висини од 225 метара (максималној 330 m, а минималној 140 m).

## Демографија
| 1962. | 1968. | 1975. | 1982. | 1990. | 1999. | 2011. |
| ----- | ----- | ----- | ----- | ----- | ----- | ----- |
| 105   | 150   | 247   | 282   | 355   | 515   | 532   |

График промене броја становника у току последњих година